# Staurophora connexa
Staurophora connexa är en fjärilsart som beskrevs av Franz Dannehl 1933. Staurophora connexa ingår i släktet Staurophora och familjen nattflyn. Inga underarter finns listade i Catalogue of Life.